# Malice n Wonderland
Pour les articles homonymes, voir Malice in Wonderland.
Albums de Snoop Dogg
Ego Trippin'
(2008) Doggumentary
(2011)
Singles
1. Gangsta Luv
Sortie : 6 octobre 2009
2. That's tha Homie
Sortie : 3 novembre 2009
3. I Wanna Rock
Sortie : 17 novembre 2009
4. Pronto
Sortie : 1er décembre 2009

Malice n Wonderland est le dixième album studio de Snoop Dogg, sorti le 8 décembre 2009.
Cet album a été inspiré par une session du rappeur avec le compositeur Lalo Schifrin, à qui l'on doit notamment la bande originale de L'Inspecteur Harry, sorti en 1971.
Snoop décrit la musique de ce dernier comme « sinistre, mauvaise et sombre » en précisant que c'est exactement son état d'esprit du moment.
L'album contient des productions de Lil Jon, Terrace Martin, Danja, Tricky Stewart, Teddy Riley, des Neptunes, ainsi que des featurings de The-Dream, R. Kelly, Soulja Boy, Jazmine Sullivan, Problem, Nipsey Hussle, Pharrell Williams, Brandy et Kokane.

## Liste des titres
| No  | Titre                                                                                            | Contient un (des) sample(s) de                              | Durée |
| --- | ------------------------------------------------------------------------------------------------ | ----------------------------------------------------------- | ----- |
| 1.  | Intro (Produit par Snoop Dogg)                                                                   |                                                             | 0:14  |
| 2.  | I Wanna Rock (Produit par Scoop DeVille)                                                         | It Takes Two de Rob Base & DJ E-Z Rock Made You Look de Nas | 3:56  |
| 3.  | 2 Minute Warning (Produit par Terrace Martin)                                                    |                                                             | 1:53  |
| 4.  | 1800 (featuring Lil Jon – Produit par Lil Jon)                                                   |                                                             | 3:35  |
| 5.  | Different Languages (featuring Jazmine Sullivan – Produit par Teddy Riley, Scoop DeVille et PMG) |                                                             | 4:44  |
| 6.  | Gangsta Luv (featuring The-Dream – Produit par Tricky Stewart et The-Dream)                      | Do It ('Til You're Satisfied) du B.T. Express               | 4:16  |
| 7.  | Pronto (featuring Soulja Boy – Produit par B-Don et Super Ced)                                   |                                                             | 4:57  |
| 8.  | That's tha Homie (Produit par Danja)                                                             |                                                             | 5:43  |
| 9.  | Upside Down (featuring Nipsey Hussle et Problem – Produit par Terrace Martin et Jason Martin)    |                                                             | 4:44  |
| 10. | Secrets (featuring Kokane – Produit par Battlecat)                                               | Talking in Your Sleep des Romantics                         | 4:53  |
| 11. | Pimpin Ain't EZ (featuring R. Kelly – Produit par Nottz)                                         | Zoom des Commodores                                         | 4:12  |
| 12. | Luv Drunk (featuring The-Dream – Produit par Tricky Stewart et The-Dream)                        |                                                             | 3:55  |
| 13. | Special (featuring Brandy et Pharrell – Produit par The Neptunes)                                |                                                             | 5:26  |
| 14. | Outro (Produit par Snoop Dogg)                                                                   |                                                             | 1:31  |

| 15. | Bootiez Automatic | 3:27 |

## Classement
| Classement              | Position |
| ----------------------- | -------- |
| Billboard 200           | 23       |
| Top R&B/Hip-Hop Albums  | 5        |
| Top Rap Albums          | 2        |
| Canadian Albums Chart   | 165      |
| UK Albums Chart         | 114      |
| Australian Albums Chart | 114      |
| SNEP                    | 62       |

## More Malice
Singles
1. I Wanna Rock (The Kings G-Mix)
Sortie : 22 janvier 2010
2. That Tree
Sortie : 12 mars 2010

Une réédition de Malice n Wonderland, intitulée More Malice, est sortie le 23 mars 2010. L'album contient sept nouveaux titres ainsi qu'un film avec Jamie Foxx, Xzibit, Denyce Lawton et DJ Quik. Le premier single est un remix de I Wanna Rock avec Jay-Z, et le second est That Tree avec Kid Cudi.
Cette réédition s'est classée 3e au Top Rap Albums, 10e au Top R&B/Hip-Hop Albums et 29e au Billboard 200.

## Liste des titres
| No | Titre                                                                                   | Auteur                                                                     | Contient un (des) sample(s) de     | Durée |
| -- | --------------------------------------------------------------------------------------- | -------------------------------------------------------------------------- | ---------------------------------- | ----- |
| 1. | I Wanna Rock (The Kings G-Mix) (featuring Jay-Z – Produit par Scoop DeVille et Dr. Dre) | Eric Barrier, Calvin Broadus, Shawn Carter, Elijah Molina, William Griffin | Microphone Fiend d'Eric B. & Rakim | 4:00  |
| 2. | Protocol (Produit par Nottz)                                                            | Broadus                                                                    |                                    | 3:14  |
| 3. | So Gangsta (featuring Butch Cassidy – Produit par Dae One)                              | Broadus, Danny Means                                                       |                                    | 3:47  |
| 4. | House Shoes (Produit par Drumma Boy)                                                    | Broadus, Christopher Gholson                                               |                                    | 3:05  |
| 5. | That Tree (featuring Kid Cudi – Produit par Diplo et Paul Devro)                        | Broadus, Paul Devro, Scott Mescudi, Thomas Pentz                           |                                    | 4:31  |
| 6. | You're Gonna Luv Me (featuring Mac Lucci – Produit par Sakke)                           | Broadus                                                                    | I Gave to You des Delfonics        | 3:03  |
| 7. | Pronto (G-Mix) (featuring Soulja Boy et Bun B – Produit par B-Don et Super Ced)         | Broadus, Bernard Freeman, DeAndre Way                                      |                                    | 5:21  |
| 8. | Gangsta Luv (featuring The-Dream – Produit par Tricky Stewart et The-Dream)             | Broadus, Terius Nash, Christopher Stewart                                  |                                    | 4:17  |

| 9.  | Gangsta Luv (Mayer Hawthorne G-Mix) (Produit par Mayer Hawthorne) | Broadus | 3:50 |
| 10. | I Wanna Rock (Travis Barker G-Mix) (produit par Travis Barker)    | Broadus | 4:00 |